# Замахи на Володимира Зеленського
Замахи на Володимира Зеленського можливо мали місце з моменту початку російського вторгнення в Україну в лютому-березні 2022 року.

## Передісторія
Для ефективного та швидкого завершення російського вторгнення в Україну планувалося, що ворожі спецгрупи зайдуть до української столиці та знищать керівництво України та особисто Президента Володимира Зеленського.
|  | «Ключовий намір Росії — прибрати найвище керівництво країни, створити максимальну паніку та спробувати встановити свою маріонеткову владу», – заявив 24 лютого 2022 року радник керівника ОПУ Михайло Подоляк. |

Для виконання цього завдання на початку лютого 2022 року В. Путін під час особистої зустрічі доручив главі Чечні Рамзану Кадирову утворити ударне угруповання на чолі з його помічником по силовому блоку Данилом Мартиновим. Завданням чеченців визначили зачистку Києва, фізичну ліквідацію та профілактичну роботу з українськими лідерами. Угрупування включили до складу угруповання сил Росгвардії Східного військового округу, розгорнутих на території Білорусі, яке 24 лютого у складі колони, що налічувала понад 250 одиниць техніки та понад 1,5 тисячі особового складу розпочало вторгнення в Україну на київському напрямку.
Також було задіяно групу Вагнера та приватну міліцію. Для цього вони прилетіли з Африки за п'ять тижнів до війни з місією обезголовити уряд Зеленського в обмін на приємний фінансовий бонус. Так, понад 400 російських найманців опинилися в Києві для виконання наказу Кремля вбити президента Володимира Зеленського та уряд і підготувати ґрунт для того, щоб Москва взяла під контроль.
Для цього російські диверсанти намагалися спробувати проникнути в урядовий квартал у Києві.

## Три замахи
За інформацією журналістів The Times, на вбивство українського лідера Володимира Зеленського у Києві з моменту початку російського вторгнення в Україну в лютому-березні 2022 року були відправлені два різні угруповання. Двічі намагались здійснити замах найманці прокремлівського ПВК Вагнера. Проте, у Києві вони зазнали втрат під час своїх спроб і були вражені тим, наскільки точно українці передбачали їхні дії. Джерело, близьке до групи, сказало, що інформованість служби безпеки Зеленського стала для них «моторошною».
Також, у суботу 26 лютого 2022 року на околиці Києва було попереджено замах групи чеченських найманців, яких було ліквідовано. Так, після розвідки з використанням БПЛА, Збройними силами України по двох локаціях кадирівців у районі Гостомеля було завдано нищівного удару.
За інформацією радника голови ОПУ Михайла Подоляка Президент України Володимир Зеленський пережив вже більше десяти спроб замахів на його життя. Постійно підтверджується оперативна інформація, що є якісь ДРГ, які хочуть зайти до урядового кварталу. Але вони ще на підходах ліквідовуються.

## Викриття 2024
7 травня 2024 СБУ викрила агентурну мережу ФСБ, що складалася з 5 агентів, серед яких були два полковники УДО. Завданням групи була ліквідація президента Володимира Зеленського, а також голови ГУР Кирила Буданова та голови СБУ Василя Малюка. За словами голови СБУ Василя Малюка вбивство Зеленського ФСБ планувала приурочити до дня інавгурації Володимира Путіна.

## Причини попередження замахів
Володимир Путін, для контролю Кадирова, паралельно доручив ФСБ Росії контролювати виконання спецоперації. У центральному апараті ФСБ було створено тимчасову оперативну групу, яка фіксувала кожен крок Кадирова та близьких до нього людей. Відтак, щоразу замахи вдавалося зірвати завдяки співробітникам російського ФСБ, які виступають проти війни Росії з Україною.
|  | «Навіть співробітники ФСБ вважають для себе чужою війну з Україною. Хоча не виключається, що, сприяючи знищенню еліти кадирівської гвардії, ФСБ РФ банально завдало серйозного удару по позиціях самого Кадирова в кремлівській баштовій метушні», — припустили в українській розвідці. |